# Cantó de Dijon-8
El cantó de Dijon-8 és un cantó francès del departament de Costa d'Or, situat al districte de Dijon. Compta amb part del municipi de Dijon.

## Municipis
- Dijon (part)

## Història
| Data d'elecció                           | Identitat      | Partit        | Qualitat |
| ---------------------------------------- | -------------- | ------------- | -------- |
| 1973-1976                                | André Hauser   | Divers droite |          |
| 1976-1982                                | Pierre Palau   | PS            |          |
| 1982-2008                                | André Jacquey  | RPR           |          |
| 2008-                                    | Jean-Yves Pian | Divers gauche |          |
| les dades anteriors no són pas conegudes |                |               |          |
|                                          |                |               |          |